# Irena Kršková
Irena Kršková (* 8. května 1932 Hlinsko) je česká pedagožka, emeritní ředitelka a zakladatelka ZUŠ Potštát, autorka metodiky a pomůcek pro rozvoj hudební výchovy a nauky, spolupořadatelka zácvikového interaktivního mezinárodního kurzu Potštátský houslový klíč. Přezdívaná Komenský v sukních. Nositelka mnoha ocenění.

## Život
Hudba provázela a stále provází Irenu Krškovou od dětství. Maminčin bratr jí hrával moravské písničky doslova do kočárku a tatínkův strýc byl v Potštátě uznávaným kapelníkem. A to jsou jen dva příklady z mnoha.
Když talent nezůstane osamocený, ale je provázen pílí, jak tomu v případě paní Krškové bylo, nejsou žádné překážky tak velké, aby se nedaly zdolat.
Život a dílo Ireny Krškové
„Život je jako trubka, když do ní nefoukáš, nic z ní nevyjde", říkával Louis Armstrong a Irena Kršková tuhle průpovídku slavného jazzmanna moc dobře zná a podle svých slov také žije.
Irena Kršková, rozená Buržaková, emeritní ředitelka Základní umělecké školy v Potštátě a autorka učebních pomůcek pro hudební výchovu a nauku, se narodila 8. května 1932 v Hlinsku u Lipníka nad Bečvou v hostinci své stařenky Anny Klesnilové jako nejstarší ze tří dcer obchodního cestujícího Ferdinanda Buržaka a Marie, rozené Klesnilové.
Do školy začala chodit v září l938 v Hlinsku. Pro Hitlerovo nařízení, že děti německých otců ze smíšených manželství musí chodit do německé školy, se rodina přestěhovala v říjnu do rodné obce otce, tedy do Potštátu, kde žije dodnes. Doma se dětem dostalo, jak z matčiny, tak i z otcovy strany, české výchovy, také v prostředí rodin bratrů matčiných, hostinských v Hlinsku a Lipníku nad Bečvou, kde trávívaly všechny prázdniny.
Hudba a zpěv ji provázely od nejútlejšího věku a staly se jejím osudem. Byla dvacátým šestým muzikantem v rodinách matky i otce. Otcův strýc byl v Potštátě kapelníkem, matčin bratr František, ji hrával na housle v době, kdy ještě seděla v kočárku. Pedagogické vlohy zdědila asi po svém prastrýci Aloisi Klesnilovi, řediteli Ústavu pro hluchoněmé v Lipníku nad Bečvou, hráči na housle při němých filmech a sbormistru pěveckých sborů.
Přes nesmírně obtížné finanční, zdravotní a studijní podmínky, kdy na příkaz akčního výboru NF v roce 1948 museli rodiče, již zčásti zaplacené pianino vrátit („ta Němka nesmí mít klavír“), přestože „ta Němka“ hrála už v roce 1946 na varhany při mších, při všech akcích, kde byl potřebný klavírní nebo akordeonový doprovod (byla jediný hudebník po válce, po odsunu Němců v Potštátě). Jejich byt se stal, podle německých pohlavářů, za války „českým hnízdem“, kde se scházelo všechno české. Od roku 1944 se k nim dostalo na 20 českých chlapců, kteří utíkali z bombardovaného Porúří (Essen apod.). Matka jim zde sehnala práci, potravinové lístky a ubytování. Scházeli se u nich, při koláčích zpívali za doprovodu Ireny české písničky a před jejich číslem popisným 129 sedával německý četník. V lednu 1946, když psal učitel Ireně v české škole vysvědčení, dostal šok, že měla 7 let německou školu. Byla totiž v češtině nejlepší. A najednou byla „Němka“.
Přesto vystudovala učitelství hudby v Olomouci, obor hra na klavír, ukončené státní zkouškou na konzervatoři v Brně v roce 1954.
Během studia vytvořila spolu se svými talentovanými sestrami pěvecko-taneční kroužek při ZŠ a později, když se musely učit na soustružnice v Přerovských strojírnách, založily i tam podobný kroužek. Vystupovalo se po celé Severní Moravě. Vedení nebo doprovod různých souborů byl bezpočet.
Jako učitelka nastoupila v Hudební škole v Uničově, kde působila do r. 1956.
Učila klavír, PHV, HNhudební výchovu a nauku o hudbě a hlavně všude jako korepetitorka, hráčka z listu. Dokázala i přes telefonické zapískání dvou taktů jít doprovázet třeba sólisty opery na koncert.
Ohledně působení Ireny Krškové v Uničově se ve své diplomové práci zmiňuje také Lenka Králová([1]).
V letech 1956-1962 působila paní Irena v Olomouci, pak v Hranicích a posléze na Potštátě. Zde dávala kondice hry na harmoniku, klavír. Po odsunu Němců zastávala místo varhanice, což však během totality nemohla nadále vykonávat (za varhany zasedla až po sametové revoluci v roce 1989). Vedla také soubor na Základní škole a stala se sbormistryní pěveckých sborů.
Jan Kelnar([2]) doplňuje, že kvůli těžkému onemocnění její sestry, a také jí samotné byla na svou žádost přeložena v roce 1962 na Lidové škole umění do Hranic na Moravě, kde vyučovala klavír a položila základy stávající výuce hry na zobcovou flétnu, a také počátkům improvizací. V lednu roku 1964, na základě provedeného průzkumu potštátských dětí, začala nadšeně budovat nejprve pobočnou třídu, následně pobočku LŠU v Potštátě, které se stala vedoucí. Vyučovala zde hru na klavír i na akordeon, dále přípravnou HV a sborový zpěv. Následně mezi léty 1964-1966 navštěvovala a úspěšně absolvovala kurz pro sbormistry v trvání dvou let. Vedla dětský pěvecký soubor Sluníčko, který sama založila, a také smíšený pěvecký sbor Mír, oba v Potštátě.
Roku 1966 jí zemřela sestra, a proto se započala starat o dvě sestřiny nezletilé děti, kdy tak svému švagrovi pomáhala ve výchově a následně dětem vytvořila nový domov. V rámci vlastních nákladů, v touze se stále rozvíjet a vzdělávat, úspěšně absolvovala v létě roku 1966 třítýdenní kurz hudební výchovy při Orffově institutu v Salcburku. Následně v létě roku 1967 absolvovala dvoutýdenní uměleckou univerzitu v maďarské Ostřihomi a stala se tak propagátorkou Orffova a Kodályho systému HV přednáškami i praktickými ukázkami.
Sylvie Hasalíková([3]) uvádí, že v roce 1968, po již výše zmíněném absolvování kurzů v rámci hudební výchovy se Irena Kršková rozhodla pro další studium. A to pro obor dirigování a hru na klavír. Také se připravovala na přijímací zkouškysólisty, které byly naplánovány na 31. srpna 1968.
Irena Kršková uvedla o dnu před zkouškou: „Všichni jsme byli v šoku. Maminka přiběhla ráno, protože když šla do práce na pět hodin do Kovářova, tak na ni namířil skanon tanku. Bože, ta stará žena, co mohla proti tomu kanonu asi udělat? Přiběhla zděšeně domů, já jsem se učila už od čtyř ráno, a říká: ‚Tak, máme tady návštěvu.‘ A já říkám: ‚Kterým vlakem přijeli?‘ Já jsem čekala už dvakrát o půlnoci sestřenici z Německa. ‚No Hilda to nebude, ale jsou tady Rusáci.‘ Takže v tom šoku jsem nechtěla jít k těm zkouškám. Ale pak jsem si říkala, že v šoku jsme všichni, i ti profesoři. Takže jsem k těm zkouškám šla a udělala je.“ Následně byla šikanována za údajný koncert pro Němce, jak vyplývá z jejich slov: „Nesměli jsme účinkovat v lázních Teplice nad Bečvou, kam si nás zvali k největším oslavám MDŽ a Vítězného února. ‚Hrej si jenom navrchu,‘ tzn. na Potštátě. Potrestána jsem byla služebně i finančně po čtyři roky pro údajný koncert pro Němce. Asi pět mých německých spolužáků si přišlo poslechnout zkoušku dechovky , dali děckám propisky. Zachránilo mě, že třetina členů byla na pionýrském výletě na Helfštýně a v práci. Měla jsem být na hodinu vyhozena.“
V letech 1968 - 1972 dálkově vystudovala v Ostravě na konzervatoři dva obory. U profesora Vladimíra Čecha hru na klavír a u profesora Ladislava Vrtala dirigování. Kvůli těžkému onemocnění kolenního kloubu, které bylo následně zmírněno celou řadou nutných operací a lázeňských léčebných procedur a procesů, se Irena Buržaková vdala až v roce 1970 za archiváře a historika PhDr. Ivana Kršku, který sám pocházel z hudební rodiny, a proto měl pro práci své ženy velké pochopení. Jeho otec byl od 13. 12. 1936 vězněn a za heydrichiády jako důstojník Obrany národa popraven .
Miroslav Smrčka([4]) doplňuje, že v roce 1970 získali její žáci v krajské soutěži ve hře na zobcovou flétnu první místo a v roce 1977 získali třetí místo. Ve hře na akordeon získala žákyně Jana Šlosarová v roce 1982 třetí místo v ústředním kole. I zde se Irena Kršková věnovala sbormistrovské činnosti.
Jan Kelnar([5]) dále uvádí, že v říjnu 1972 vytvořila pobočnou třídu v Partutovicích, a následně v únoru 1973 v Olšovci, a také ve Stříteži nad Ludinou. Se všemi soubory a sbory se účastnili řady soutěží i celonárodních přehlídek.
Za uvedení jistě stojí vztah Ireny Krškové k tvorbě a osobě Václava Trojana, kdy po úspěšně provedených jeho Českých pastorelách, na jejím absolventském koncertě obdržela, jako poděkování skladatele, výtisk jeho Špalíčku.
Výtisk byl ve třetí verzi s klavírním doprovodem (první verze je hudba k loutkovému filmu Špalíček od Jiřího Trnky a druhá verze je symfonická svita). Díky tomu mělo provedení třetí verze Špalíčku premiéru 16. 12. 1972 v Potštátě, a to s tehdejším sedmdesátičlenným dětským sborem Sluníčko, kdy se provedení osobně skladatel účastnil, spolu s Ostravským rozhlasem. Následnou premiérou z Trojanova díla, která se konala 17. 12. 1977, byla zhudebněná kniha 33 písní na všechna písmena české abecedy s názvem Kočičí slabikář. Dětský sbor Ireny Krškové pak provedl a zazpíval ještě Vojenskou písničku a drobné dětské písně z jeho díla. Trojanův vztah k práci Ireny Krškové je zdokumentován také nepřetržitou písemnou korespondencí. Následná připravovaná návštěva v Potštátě se už bohužel neuskutečnila kvůli úmrtí umělce.
Jak píše Miroslav Pazlar([6]), v roce 1972 byla také podána První žádost o osamostatnění pobočky LŠU v Potštátě. Bylo však zapotřebí mít 100 samostatných žáků, čehož nebylo v Potštátě dosaženo, proto paní Kršková zažádala o pobočné třídy v Olšovci, Partutovicích a Stříteži nad Ludinou, kdy také doložila zájem rodičů z obcí, ale ani tentokrát nebylo osamostatnění schváleno. To se podařilo až v roce 1990.
U Jana Kelnara([7]) dále nalezneme informace, že v roce 1973 se pobočka LŠU Potštát rozšířila na 4 učitelské úvazky. Uvedeného roku zde také začal působit pedagog Jan Kokta, absolvent vojenské hudební školy, nadšený hudebník, který založil a dlouhá léta dirigoval úspěšný žákovský dechový orchestr. Kvůli poslechu jediné zkoušky dechového souboru západoněmeckými turisty v květnu roku 1977 byla Irena Kršková několik let šikanována ze strany školských úřadů. Nenechala se však odradit a navázala nezávaznou spolupráci s řadou skladatelů, např. Janem Pavlem, Milošem Machkem, a také olomouckým skladatelem Mojmírem Zedníkem, který zkomponoval pro úspěšné akordeonové potštátské trio skladbu s názvem „Potštátské intermezzo“, a tím tak obohatila běžný repertoár.
V Potštátě i v širokém okolí pořádala výchovné koncerty s pěveckými soubory i sólisty, s dechovým souborem, souborem zobcových fléten i akordeonovým souborem. Všechna vystoupení byla vždy kvalitně připravena a dostala se na velmi slušnou interpretační úroveň a byla jich celá řada.
Dechový soubor například vystupoval dokonce 34krát ročně, a když zvážíme, že všechna vystoupení se pečlivě připravovala, bylo to mnohdy v čase nad rámec pracovního úvazku, který na to rozhodně nestačil. Zdražením dopravy na konci 70. let se snížila poptávka po vystoupeních, která se tím omezila, a to přineslo demotivaci pro práci souborů. Dalšími příčinami byl nárůst formalismu v hodnocení porot na soutěžích, a také celkový úpadek hudebnosti a hudební kultury. Navíc se rapidně zhoršovala spolupráce s rodiči, neboť jim samotným se nedostávalo dostatečné HV ve škole.
Irena Kršková začala přemýšlet a bádat nad tím, jak napravit tuto situaci a zajímala se o nové formy práce, kdy například do výuky nástrojů zařazovala improvizaci (již od roku 1963). Navíc zahájila pořádání ukázkových hodin hudební nauky a přípravné hudební nauky (dále PHN) pro učitele v okresním i krajském měřítku a to formou propagace Orffova a Kodályho systému. Kontinuálním studiem těchto metod a možností neustálého ověřování ve výuce Irena Kršková navrhla vlastní metodický systém.
Její inovativní práce v rámci hodin PHV i PHN a hudební nauky zásadně ovlivňovala úspěšnost všech sborů i souborů působících v rámci umělecké školy, včetně dechového orchestru.
O dechových orchestrech na Hranicku se také zmiňuje Lucie Kutá([8]) ve své bakalářské práci.
Didaktickou hodnotu učebních pomůcek dokládá to, že pomůcky byly oceněny v soutěžích pedagogické tvořivosti, na přednáškách, seminářích, výstavách a staly se důležitým pomocníkem při výuce. Dále to dokládají výsledky „Analýzy zpětné vazby akreditovaného vzdělávacího zácvikového kurzu Potštátský houslový klíč pro výuku hudební nauky a hudební výchovy“([9]), jež se zrealizovala v roce 2014.
Motto Ireny Krškové dle jejich materiálů by mohlo znít: „intenzivně – snadno – trvale – krok za krokem – rok za rokem“.
Pro přehlednost doplňuji seznam pomůcek pro hudební výchovu a nauku vytvořených Irenou Krškovou. Pomůcky jsou v různých velikostech a provedeních, i podle individuálních požadavků([10]):
- demonstrační - hudební tabule a přílohy na tabuli magnetické a s magnetickými doplňky a na průsvitné fólii nebo zalaminované s částečnou nebo úplnou magnetizací
- žákovské - podložky zalaminované, se zalaminovanými doplňky nebo na průsvitné fólii

doplněny říkadly, písněmi, metodikou - video r. 1992 a z r. 2010
pro vybavení tříd pro kolektivní a individuální výuku i pro výuku Montessori
Pomůcky, které se využívají, obsahují:
- obrázkovou notaci záznamu písní metodicky seřazených pro tvůrčí práci s rytmem
- kresbu Sněhurky s trpaslíky pro zrakový názor na délku rytmických hodnot
- kresbu klávesnice pro zrakový názor na stavbu a záznam stupnic, intervalů a akordů
- noty pro výcvik rytmické chůze, sluchu a hry
- notové a stupňové osnovy barevné v rozsahu c1 – a2 i pro výcvik rytmicko-melodické chůze a černobílé v rozsahu 4–6 oktáv
- osm osnov pro transpozici osmi písní najednou - 32 písní metodicky sestavených na čtyřech A1 listech pro intonaci, čtení not v různých tóninách a klíčích, vícehlas a záznam

Pomůcky umožňují:
- tvůrčí práci s rytmem, melodií, formou, hudební představivostí, vícehlasem

výcvik intonace - učebnice:
1. Obrázková intonace s fonogesty, stupni, solmizací, notami a říkadly,
2. Intonace s chůzí,
3. Intonační motivy a stupnice, intervaly, akordy,
4. Intenzivní přípravná intonace

Pomůcky vyžadují:
- zácvik a seznámení s novou formou a metodou
- vybavení učeben pro kolektivní a individuální výuku a domácí přípravu, podle individuálních požadavků - na zakázku.

Didaktickou hodnotu výše popsaných pomůcek Ireny Krškové dokumentují jejich ocenění v soutěžím pedagogické tvořivosti, jak dokumentuje i Zdenka Andrýsková([11]). „Rytmické hry“ byly zahrnuty do „Souboru učebních pomůcek pro hudební výchovu“, s nimiž Irena Kršková v roce 1984 zvítězila v ústředním kole.
Cvičebnice hry na barevnou zvonkohru „Se Sněhurkou k hudbě“ získala v roce 1988 1. místo v krajském kole. Komise pomůcku ale neodeslala do ústředního kola. Jako poslední z výše popsaných pomůcek „Škola transpozice“ byla oceněna roku 1986, a to 2. místem v ústředním kole soutěže pedagogické tvořivosti.
V přílohách této práce v dokumentu Příloha 2 - Se Sněhurkou k hudbě - nalezneme stručný přehled učebních pomůcek pro hudební výchovu a nauku Ireny Krškové pro děti od tří let, žáky, studenty, hendikepované děti, učitele a zájemce.
O hmatových pomůckách Ireny Krškové se také ve své práci zmiňuje Marta Čermáková([12]): „Použití hmatových pomůcek paní Ireny Krškové z Potštátu na Moravě (jedná se o laminované didaktické pomůcky formátu A1, opatřené zespodu magnetickým papírem nebo magnetickými pruhy. Hodnoty not jsou na nich znázorněné většími a menšími obrázky, připomínajícími text říkadla nebo písně, zapsanými do notové osnovy. Používají se tak, že děti zpívají melodii říkadla nebo písně a zároveň ukazují obrázkové noty. Nejen tyto pomůcky má paní Kršková patentované a na jejich propagaci pořádá každoročně v Potštátě na Moravě akreditovaný kurz „Potštátský houslový klíč“, po jehož absolvování je každý účastník oprávněn k jejich používání.)“.
Pro rekapitulaci a přehlednost je zde konkrétní seznam pomůcek a učebnic Ireny Krškové:
Rytmus
- Noty pro výcvik rytmické chůze, hmatu, sluchu a her s doplňky v příkladech
- (Žákovská podložka a magnetická příloha na magnetickou tabuli s doplňky)
- Rytmus se Sněhurkou
- Učební pomůcky seznam 1 s rytmem atd.
- Obrázkový rytmus
- Velká učební pomůcka – rytmická část

Melodie - Osnovy a stupně
- Barevné stupně pro výcvik rytmicko–melodické chůze
- Barevné linky pro výcvik rytmicko–melodické chůze
- Barevná podložka pro výuku Montessori – rytmus a melodie z r. 2016
- Osm osnov pro transpozici písní a říkadel

Žákovská podložka a magnetická příloha na magnetickou tabuli s doplňky
- „Se Sněhurkou k hudbě“ – barevné stupňové a linkové osnovy s klávesnicí
- Obrázkový rytmus s notovou osnovou
- Druhy učebních pomůcek s jednou osnovou s G klíčem, s kresbou klávesnice
- Velká učební pomůcka se spojenými osnovami s G a F klíčem a klávesnicí

Klávesnice pro transpozici a záznam
- Stupnice, intervaly, akordy, písně

Učebnice s příklady
- Výcvik rytmické chůze
- Obrázkový hudební slabikář i s popisem a metodikou
- Noty k písním a říkadlům z Obrázkového hudebního slabikáře a jiné písně ve vybraných tóninách – C, G, F, D, F, Es dur – pro počátky hry na nástroj
- Tvůrčí práce s elementárními motivy
- Obrázková intonace
- Stupnice, intervaly, akordy- Intonační motivy ve všech tóninách a G, F a C klíči (uloženy v šanonu č. 2 metodiky)
- Intonace s chůzí
- Intenzivní intonační cvičení

Písně a říkadla
- Pro transpozici na Osmi osnovách a na klávesnici
- Příležitostné a účelově melodizované

Irena Kršková k tomuto doplňuje, že melodie, harmonie a rytmus jsou tři prvky hudebního projevu. Rytmus je z historického a estetického hlediska podřazen melodii a harmonii.
Ve výuce mu však přesto musíme věnovat mimořádnou pozornost. Jeho intenzivní výcvik sluchem, hmatem, hudební představivostí, a především chůzí, působí velmi blahodárně na rozvoj celé osobnosti, a to v jakémkoliv věku. K tomu nám vynikajícím způsobem poslouží noty, které jsou pro tento účel patřičně svou velikostí uzpůsobeny. Poznat délku jednotlivých rytmických hodnot v jejich časovém průběhu je velmi důležité. Také je důležité umět rozdělit dobu na dva a více dílů. Pomlky poslouží jedinečně k procvičování hudební představivosti. Spolu s říkadly, písněmi, procvičování nejrůznějšími formami a způsoby se vytváří pevný základ pro práci s dalšími prvky hudebního projevu a tvůrčí práci v dalších letech.
Noty jsou určeny pro elementární záznam sluchového diktátu, výcvik rytmické chůze a výcvik hudební představivosti.
Podle zpěvu učitele nebo hry na bubínek nebo jiný hudební nástroj děti, žáci zaznamenávají pochodový a rychlý rytmus máváním, hmatáním a chozením nebo poskakováním po jedné nebo více notách a pomlkách na místě (na zemi, na lavici nebo ve stoje – záznam sluchového diktátu podle zpěvu nebo hry učitele), v prostoru (volným pohybem chůzí, pobíháním a zvedáním not podle zpěvu nebo hry učitele) nebo na řadách rytmických hodnot, na Montessori notách a Montessori oválu (elipse) a podložce.
Podrobně viz Příloha 3 - Noty pro výcvik rytmické chůze, sluchu, představivosti a hry pro nejmenší děti, žáky a studující. Jedno z dětí je pojmenovalo „šlapací noty“, a proto se můžeme setkat i s tímto označením (např. v rámci projektu Hudební elipsa popsaném v praktické části práce).
Další praktické ukázky pomůcek s fotografiemi([13]) je možné si prohlédnout na tomto webu pro podporu Ireny Krškové, a pro pořádání akreditovaného kurzu PHK v sekci fotogalerie.
Podrobné informace jsou uvedeny v metodice Ireny Krškové „Se Sněhurkou k hudbě - Učební pomůcky pro hudební výchovu a nauku dětí od 3 let, žáky a studenty.“([14]), která má přes 600 stran a je možno si ji prohlédnout přímo po kontaktování Ireny Krškové nebo v rámci zácvikového kurzu Potštátský houslový klíč. Osobní konzultace lze tedy také dohodnout individuálně.
O Ireně Krškové a její práci a pomůckách se v rámci své diplomové práce zmiňuje také Radka Kotrbová([15]).
V rozvoji pomůcek a pedagogické činnosti pokračuje Irena Kršková i v důchodu, což je popsáno níže v rámci jejich pedagogických záměrů a realizací.
Životopisné údaje byly dodány z podkladů Ireny Krškové, z rozhovorů a z absolventských, bakalářských či magisterských diplomových prací předchozích studentů, které jsou (v případě neveřejné formy) k dispozici k nahlédnutí v Památníku manželů Krškových([16]). v Potštátě, v ulici Horní 98.

### Ocenění

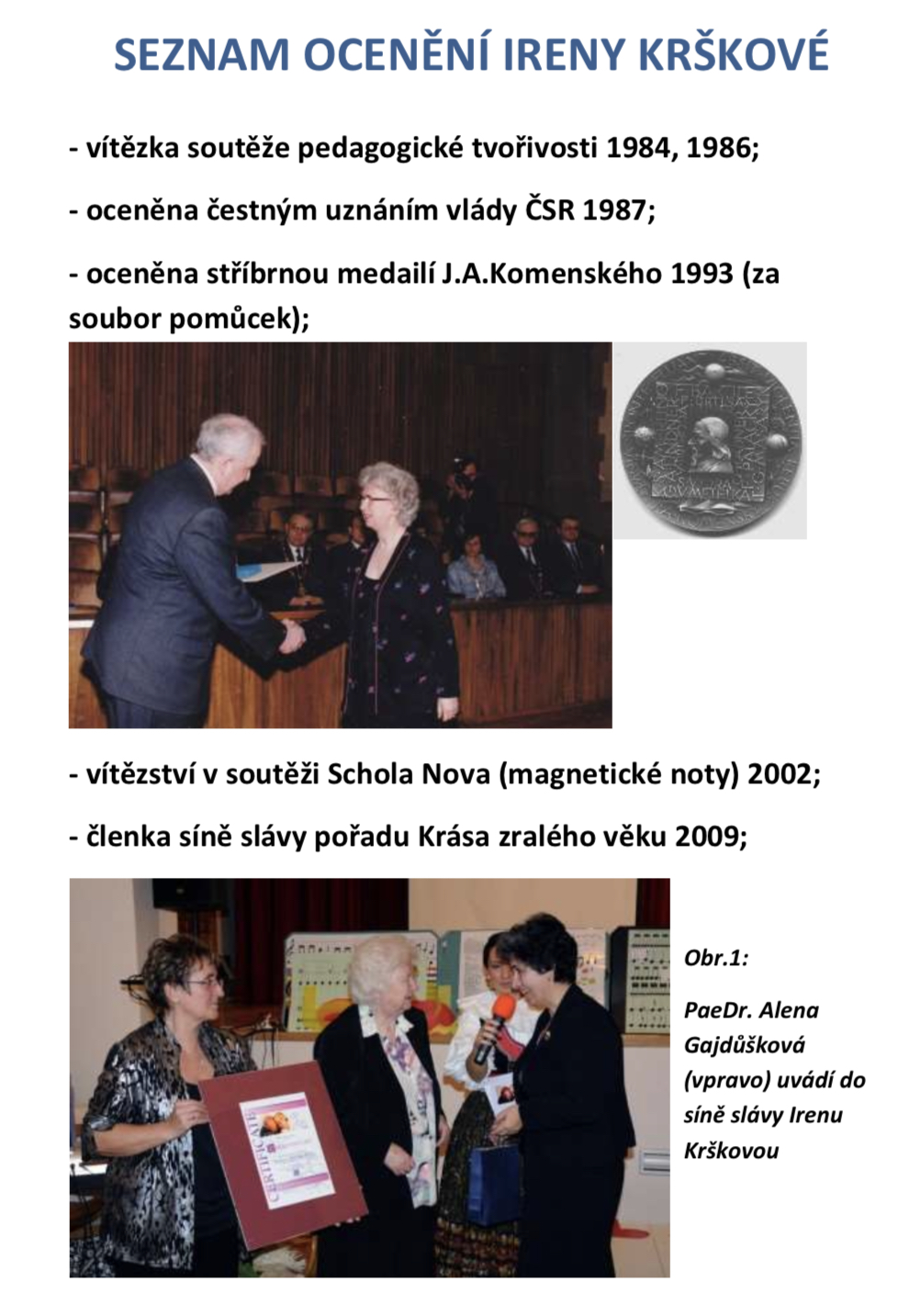
Irena Kršková získává medaili J. A. Komenského ve Velké aule Karolina 1993 a je uvedena do Síně slávy senátorkou Alenou Gajdůškovou 2009)

- 1984 a 1986 - Vítězství v soutěži pedagogické tvořivosti;
- 1987 – Ocenění čestným uznáním vlády ČSR;
- 1993 – Zisk stříbrné medaile J. A. Komenského 1993 ve Velké aule Karolina v Praze (za soubor pomůcek);
- 2002 – Ocenění Schola Nova (magnetické noty);
- 2009 – uvedena do Síně slávy pořadu Krása zralého věku;
- 2012 – Ocenění Pedagog roku Olomouckého kraje 2012;
- 2012 – První čestná občanka města Potštát 2012;
- 2015 – čestné uznání „Senior roku 2014“ za celoživotní práci v ČR;
- 2016 – Držitelka certifikátu o vytvoření českého rekordu za největší notový zápis, pro účely zpívání dětského sboru Sluníčko na Pražském hradě v roce 1990 společně s cca 1200 dětskými zpěváky z celé Evropy) který měří 120 m a skládá se z 20 dílů tapet o šířce 72 cm. Certifikát jí byl udělen Agenturou Dobrý den Pelhřimov v roce 2016 a tento rekord byl zaregistrován do České databanky rekordů;
- 2015 – čestné uznání „Senior roku 2014“ za celoživotní práci v ČR;
- 2017 – cena Jaroslava Herdena Senior za celoživotní úspěšné, přínosné a inspirativní působení v oblasti hudební výchovy a organizování zácviku s pomůckami "Potštátský houslový klíč“.

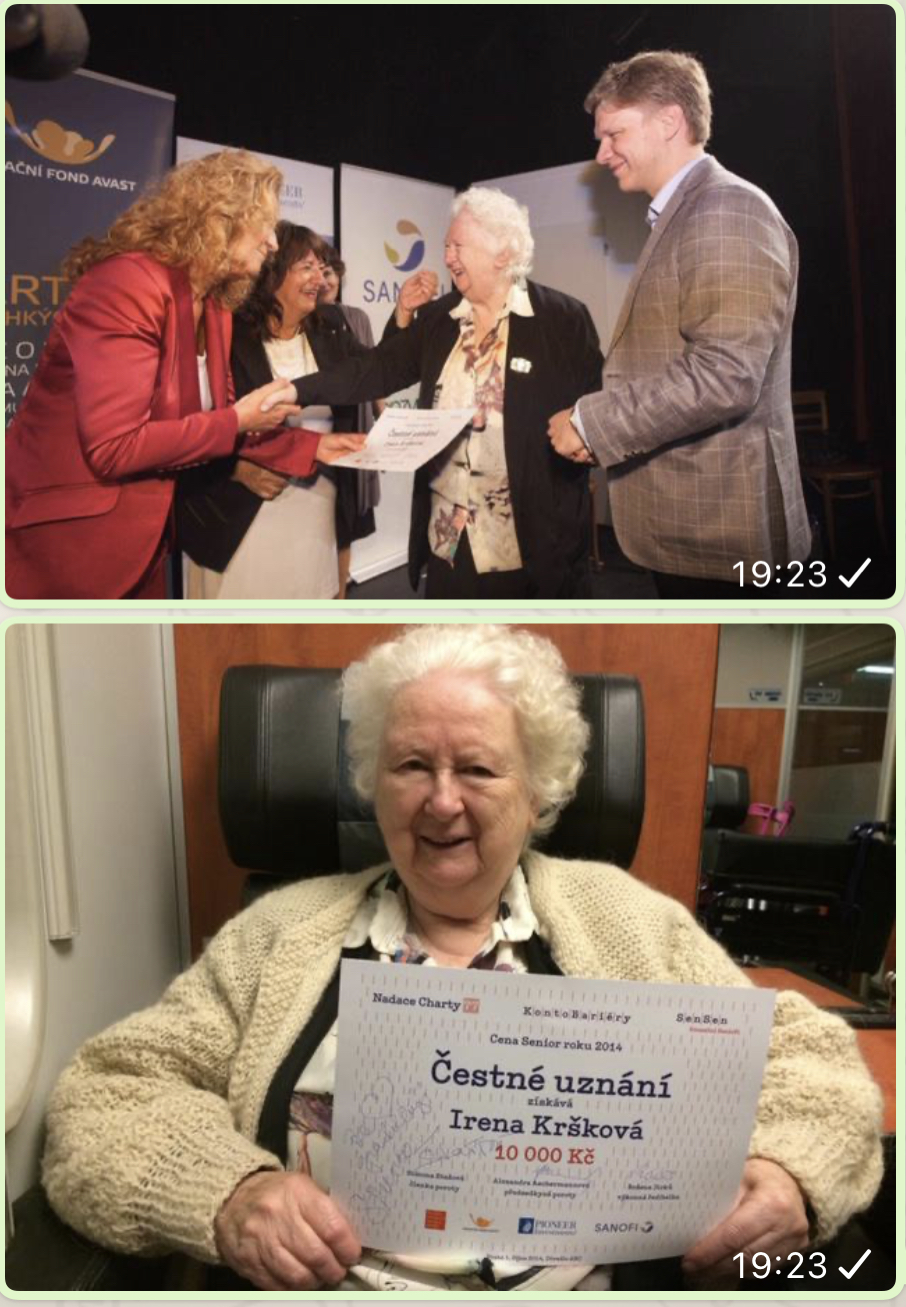
Irena Kršková spolu s osobnostmi na předávání ocenění Senior roku 2014 (zleva se Simonou Stašovou, Boženou Jirků a primátorem)

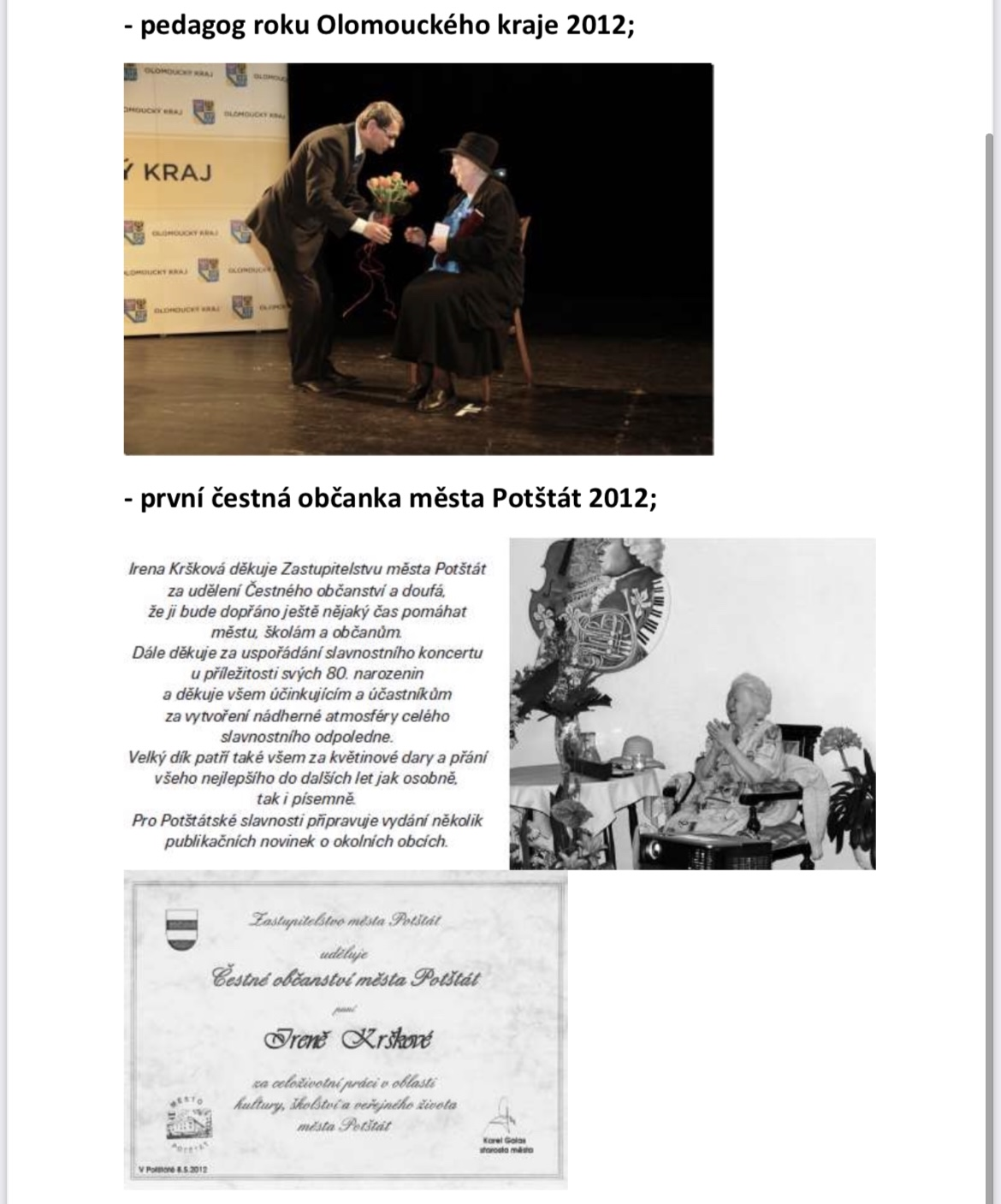
Irena Kršková získává Ocenění Pedagog roku 2012 a první čestná občanka města Potštát 2012

### Televize
- 2020 – Krajina plná not (TV dokument) – role: vlastní životopisný příběh

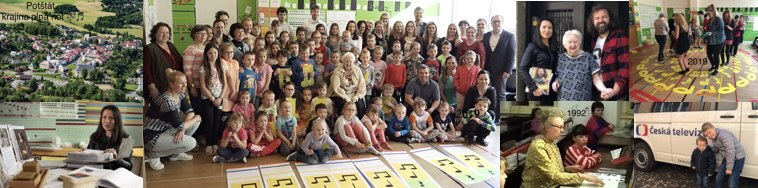
Dokument České televize "Krajina plná not" s ukázkami ze zácvikového kurzu Potštátský houslový klíč

## Knihy
- Irena Kršková: Se Sněhurkou k hudbě vydalo nakladatelství Irena Kršková, 1983 – 2007. Vlastní vydání.
- Osobnosti Čech a Moravy.